# 7128 Misawa
7128 Misawa è un asteroide della fascia principale. Scoperto nel 1991, presenta un'orbita caratterizzata da un semiasse maggiore pari a 3,1315212 UA e da un'eccentricità di 0,2035521, inclinata di 2,73185° rispetto all'eclittica.